# دره جیوژایگو
دره جیوژایگو یا پارک ملی جیوژایگو به مساحت ۷۲ هزار هکتار در شمال سیچوان و در جنوب غربی چین است.دره جیوژایگو یکی از مناطق حفاظت شده‌است که دارای چندین آبشار و دریاچه است و حدود ۱۴۰ گونه پرنده و نیز شماری از گونه‌های گیاهی و جانوری در خطر انقراض در این دره وجود دارند که از جمله آن‌ها می‌توان به بز کوهی سیچوان و پاندای بزرگ اشاره کرد.این منطقه در سال ۱۹۹۲ به عنوان مکانی طبیعی در میراث جهانی یونسکو به ثبت رسید.

## نگاره ها

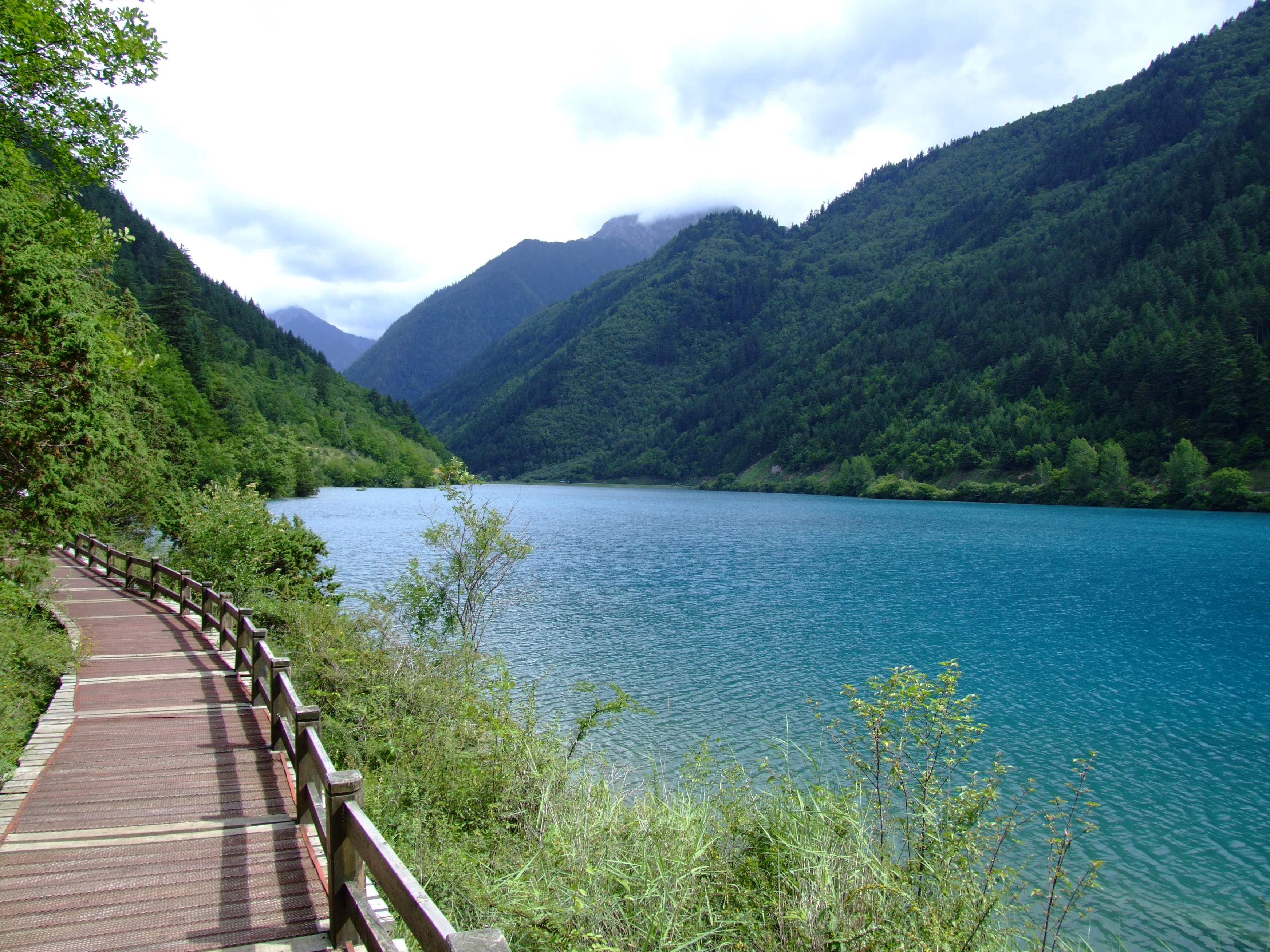
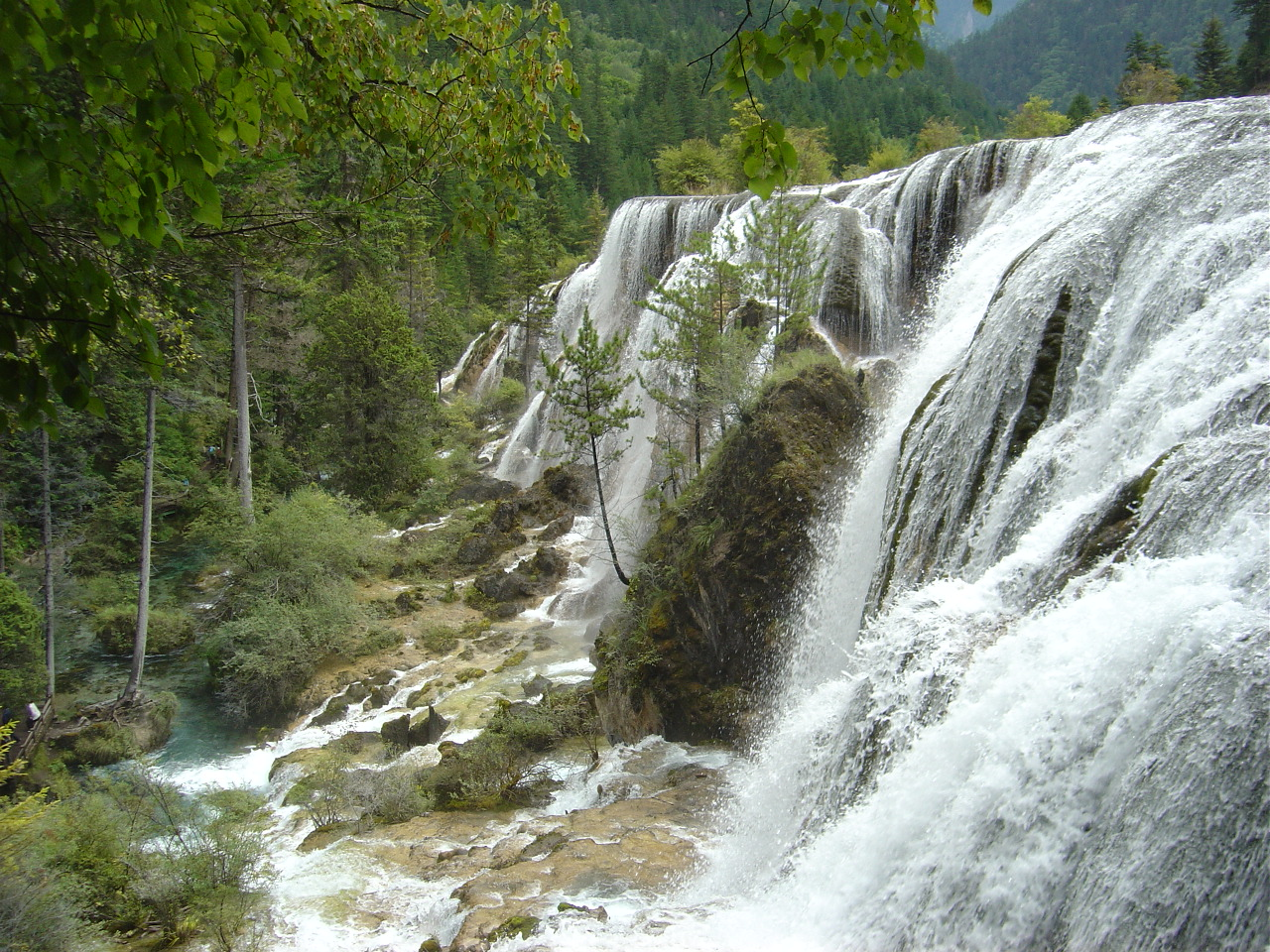
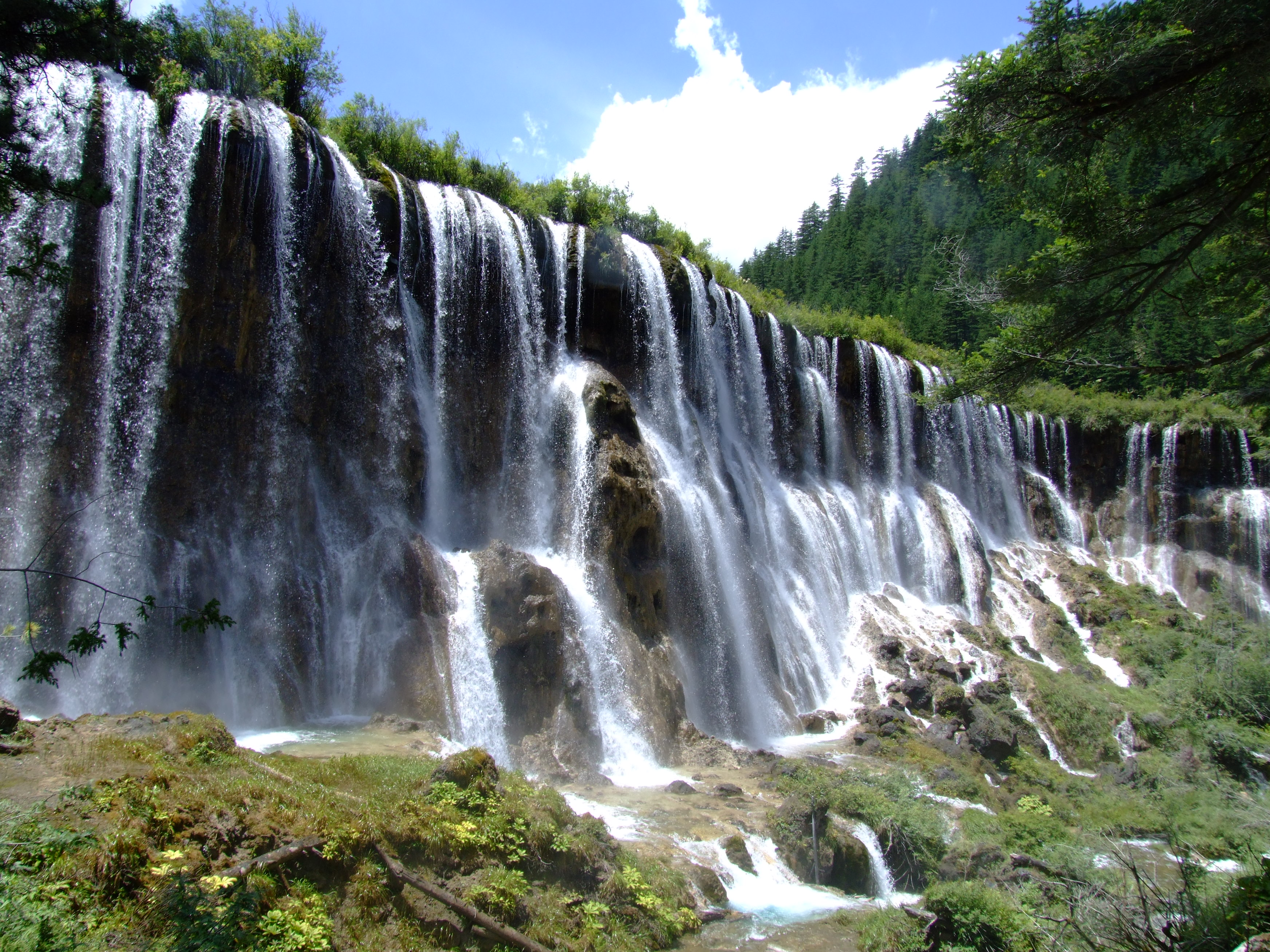
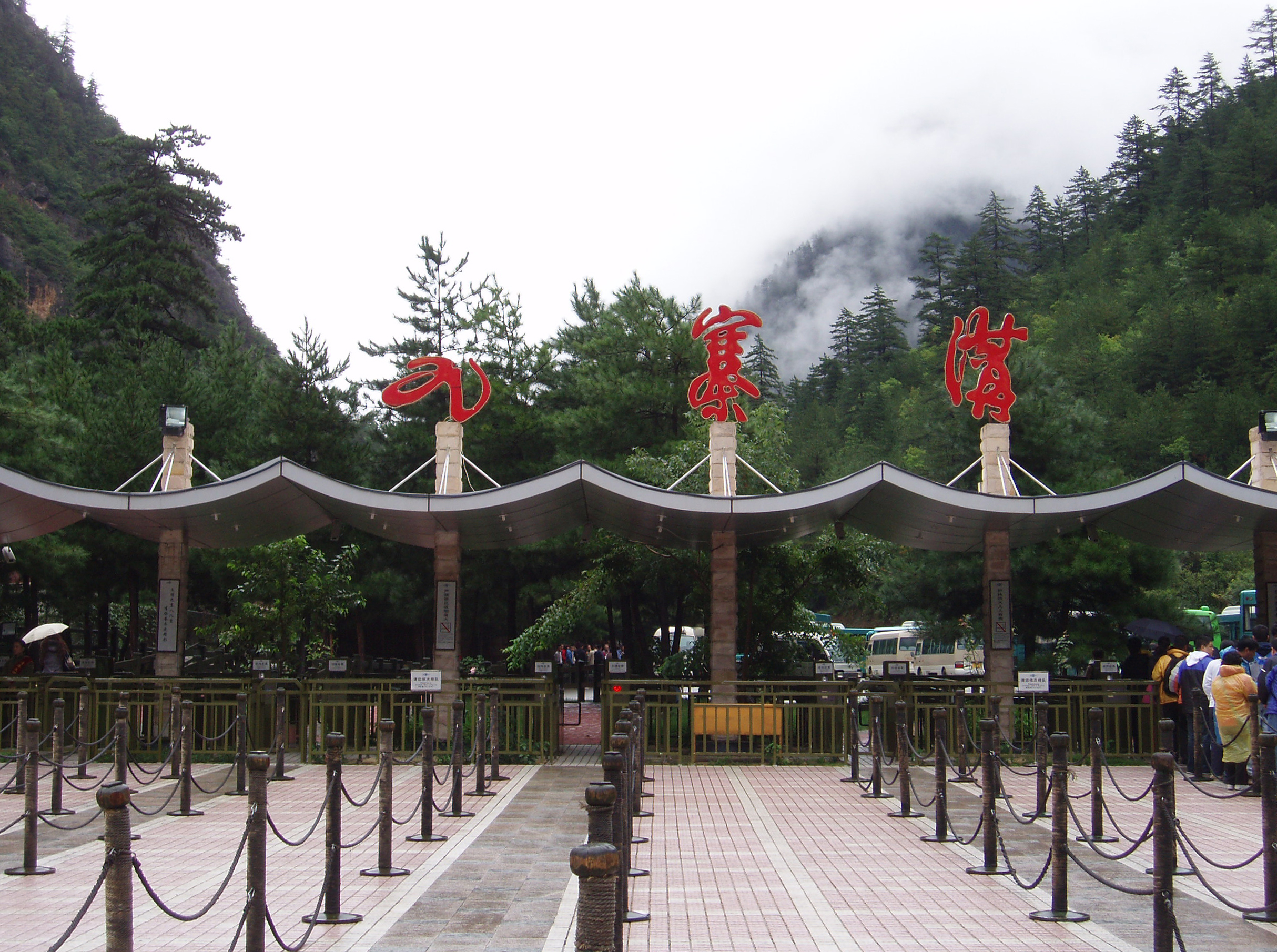